# Unterspülrohr

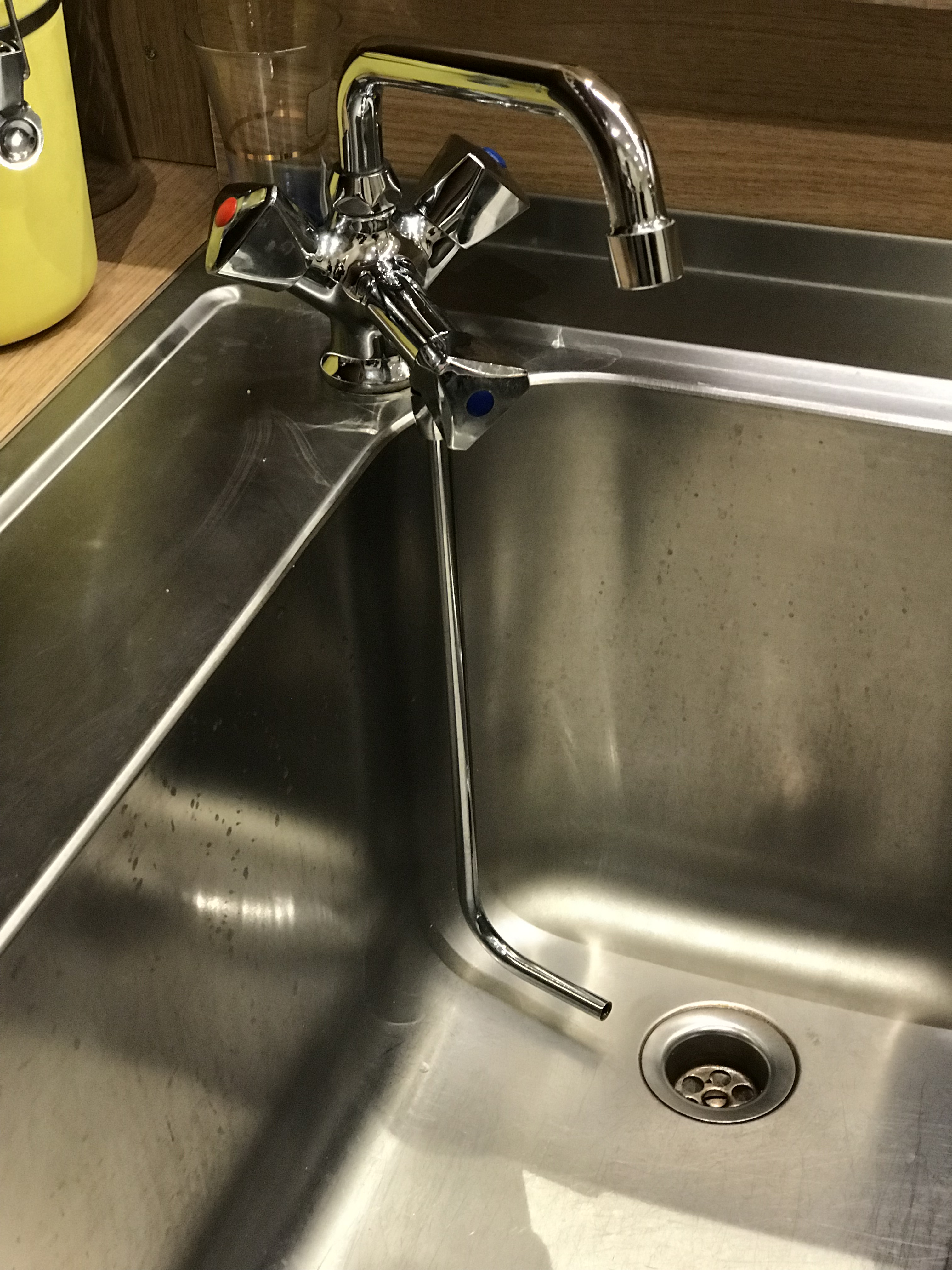
Unterspülrohr für Gläserspülbecken

Ein Unterspülrohr ist eine für die Gastronomie konzipierte Wasserzuflussleitung zum Befüllen eines Gläserspülbeckens. Das Unterspülventil reguliert den Wasserzufluss durch das Rohr. 

## Funktion
Es führt in der Regel von der Armatur senkrecht zum Beckenboden hinunter und ist dort meist rechtwinklig gebogen. Im Gegensatz zu einem üblichen Wasserhahn, der dem Becken Frischwasser von oben zuführt, befüllt ein Unterspülrohr das Becken somit vom Boden ausgehend.
Werden Gläser in der Gastronomie statt mit einer Geschirrspülmaschine per Hand gereinigt, sollte dem Becken aus hygienischen Gründen permanent Frischwasser zugeführt werden, da stehendes Wasser verkeimen und somit ein gesundheitliches Risiko darstellen kann. Das Unterspülrohr sorgt durch seine Wasserzufuhr von unten dafür, dass das frische Wasser nicht direkt durch den oberen Abfluss eines Spülwannen-Standrohrs abläuft, während das bereits verunreinigte Wasser im unteren Bereich des Beckens verbleibt, sondern eine Vermischung stattfindet, beziehungsweise abgestandenes Spülwasser durch die laufende Wasserzufuhr von unten nach oben verdrängt und dort durch den Abfluss in einem Standrohr abgeführt wird.
Unterspülrohre haben üblicherweise einen Nennweite von 3/8 Zoll und werden in der Regel vom Fachhandel für Gastronomiebedarf angeboten.